# Giovanni Francesco Barbarigo
Giovanni Francesco of Gianfrancesco Barbarigo of Barbadicus in het Latijn (Venetië, 29 april 1658 – Padua, 26 januari 1730) was een ambassadeur en rooms-katholiek prelaat in de republiek Venetië. Hij was achtereenvolgens bisschop van Verona (1698-1714), Brescia (1714-1723) en Padua (1723-1730).
Vanaf 1719 was hij kardinaal-priester van Santi Marcellino e Pietro in Rome.

## Levensloop

### Ambassadeur
De ouders waren Antonio Barbarigo en Chiara Duodo, twee patriciërs van Venetië, hoofdstad van de gelijknamige republiek. Barbarigo studeerde rechten aan de universiteit van Padua waar hij het doctoraat in de beide rechten haalde (1698). In de jaren voor 1698 was Barbarigo ambassadeur van de republiek bij Lodewijk XIV, koning van Frankrijk. Er bestaan in de staatsarchieven van de republiek evenwel geen brieven van zijn hand, zoals gebruikelijk was dat ambassadeurs de senaat inlichtten per brief.

### Prelaat
Barbarigo ging van een diplomatieke carrière naar een kerkelijke carrière (1698). Hij werd eerste kanunnik of primicerius van de San Marcobasiliek, de kerk van het dogepaleis. Dit gaf hem op slag beroemdheid in Venetië. De carrière in de Roomse Kerk ging snel de hoogte in. 
Hetzelfde jaar werd hij bisschop van Verona en bisschop-assistent bij de pauselijke troon van Innocentius XII (1698). In Verona startte hij met de bouw van een priesterseminarie. Hij verzorgde zieken tijdens een epidemie in 1702. Hij liet zich bijstaan door jezuïeten voor het onderwijs en in 1713 mochten de oratorianen van hem een klooster betrekken. Om de geschiedenis van het bisdom te verspreiden, betaalde hij zelf de drukkosten van het boek (1710).
In 1714 verplaatste paus Clemens XI hem naar het bisdom Brescia. Barbarigo’s vriend Giovanni Alberto Badoer was er overleden. Door correspondentie met Badoer kende Barbarigo het bisdom Brescia. Het was door zijn voorganger tot rust gekomen qua invloeden van jansenisten en quietisten. Tijdens het karnaval in Brescia trok Barbarigo zich telkenjare met enkele prelaten terug in zijn villa buiten de stad. Tijdens hoogdagen liet hij de armen godsdienstles volgen.
Tevens werd Barbarigo titulair abt van de abdij Abbazia di Santa Maria in Silvis, gelegen in Sesto al Reghena in de republiek Venetië. Paus Clemens XI schonk hem in 1719 de kardinaalshoed; de titelkerk in Rome was de Santi Marcellino e Pietro vanaf 1721. In de familie van Barbarigo kwamen er nog 3 kardinalen voor, onder meer zijn oom Gregorio Barbarigo, tevoren bisschop van Padua. 
In 1723 volgde de overplaatsing naar de bisschopstroon van Padua door paus Innocentius XIII. Barbarigo zette zich in om zijn oom zalig te verklaren. De zaligverklaring zou pas na zijn dood, in 1769, plaats vinden. Kardinaal-bisschop Barbarigo stierf in 1730. Hij kreeg een praalgraf naast zijn oom Gregorio Barbarigo in de kathedraal van Padua. Barbarigo had zich aan het schrijven gezet om de naam van zijn familie te verheerlijken; postuum in 1732 werd dit werk uitgegeven onder de naam Numismata virorum illustrium ex Barbadica gente. Dit boek was een uitgave door het priesterseminarie van Padua. 

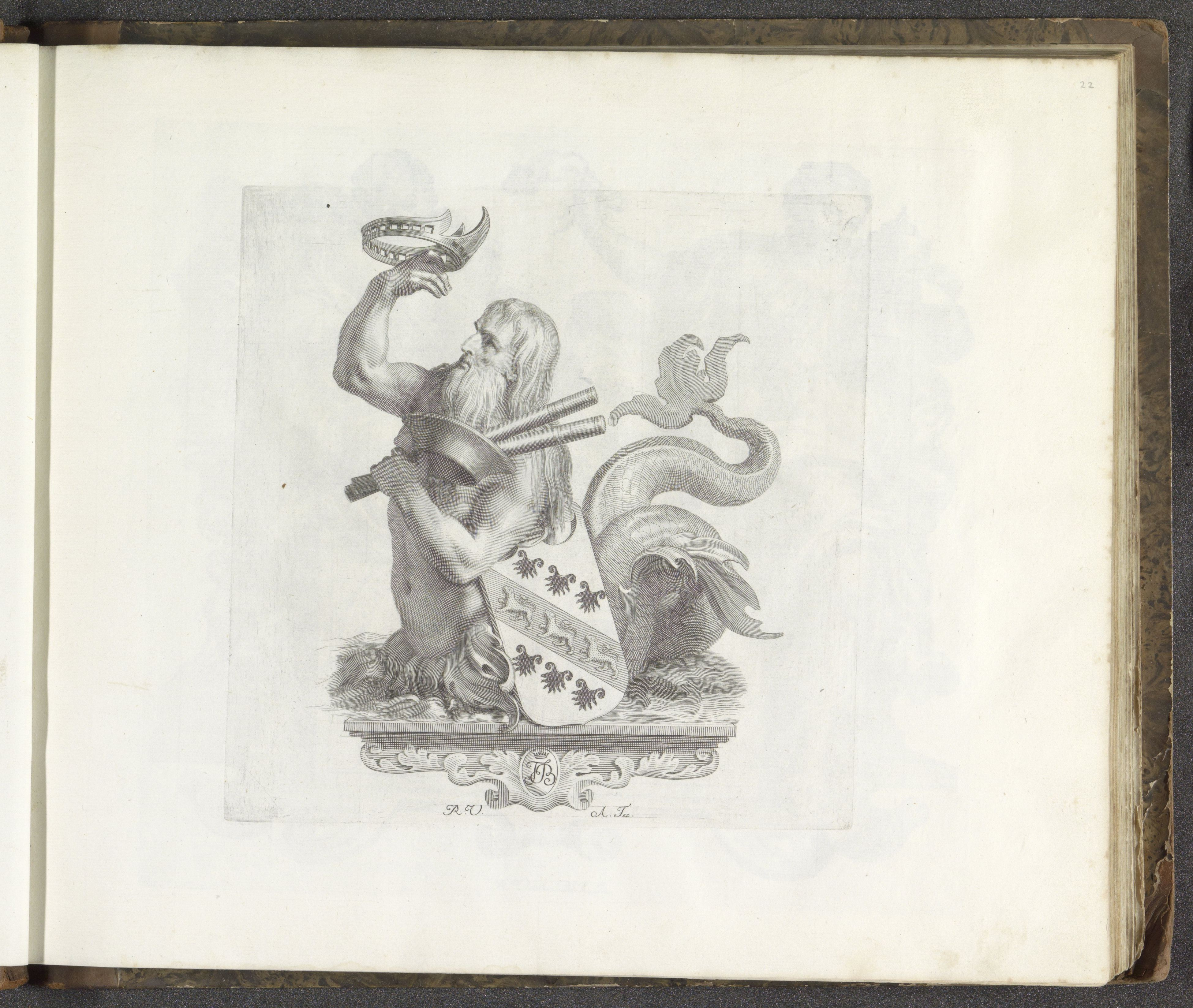
Illustratie van het familiewapen in zijn postuum boek (1732)